# Австралазія (регіон)

Австралазія на карті світу

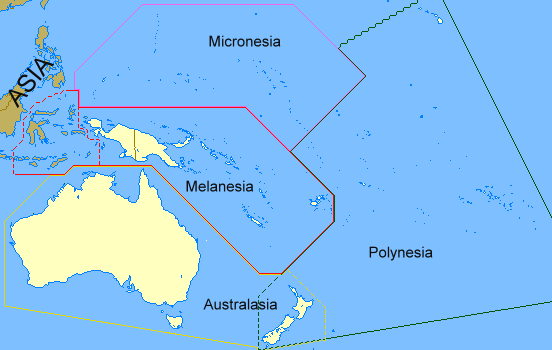
Регіони Океанії

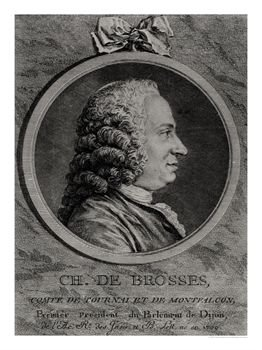
Шарль де Бросс

Австралазія (англ. Australasia) — регіон планети, який об'єднує континент Австралію, острови Нової Зеландії, Нову Гвінею та ряд прилеглих тихоокеанських островів. Використовується переважно в англомовних працях. Термін уперше був введений французьким істориком Шарлем де Броссом (1709—1777) в його праці «Історія плавань до південних земель» (фр. Histoire des navigations aux terres australes) 1756 року. У перекладі з латини означає «Південна Азія». Шарль де Бросс використав його для опису регіону в Тихому океані від Полінезії до Магелланії.

## Фізична географія
У фізичній географії під терміном Австралазія об'єднують австралійський материк, включно з островами Тасманія, Нова Зеландія, Нова Гвінея та іншими прилеглими островами на північ і схід від Австралії в Тихому океані. Термін іноді вживається до всіх територій, розташованих в Тихому океані між екватором і 47 ° південної широти. Велика частина Австралазії розташована на Індо-Австралійській літосферній плиті. Окраїнні північно-західні острови розташовані на Євразійській плиті, а північна частина на Філіппінській.

## Політична географія
У геополітичному розумінні термін використовується щодо Австралії і Нової Зеландії разом, іноді також разом з Папуа Новою Гвінеєю.

## Екологія

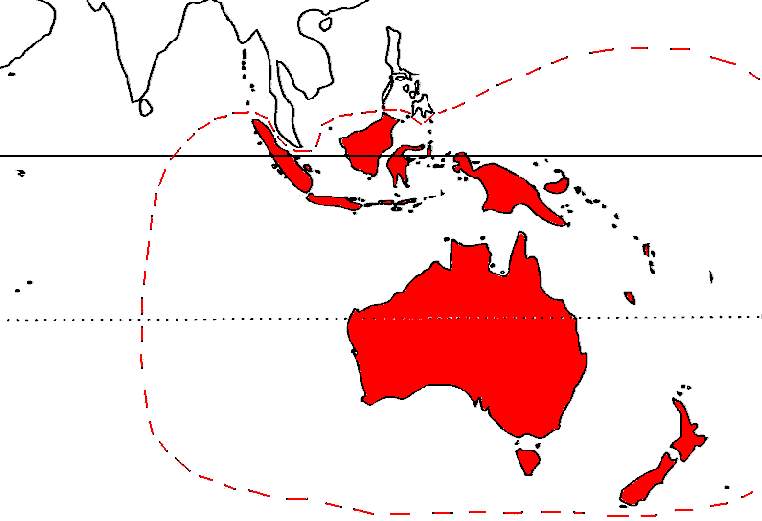
Австралійська біогеографічна область

З екологічної точки зору Австралазія — унікальний біогеографічний регіон, в якому мешкає безліч рідкісних ендемічних рослин і тварин. У цьому контексті термін вживається стосовно Австралії, Нової Гвінеї і східних островів Малайського архіпелагу (на схід від лінії Воллеса).

## Антропологія
Антропологи, незважаючи на розбіжності в деталях, дотримуються теорії про південноазійське походження корінного населення Австралазії, австралоїдів і полінезійців.